# یواس‌اس ریچموند (۱۸۶۰)
یواس‌اس ریچموند (۱۸۶۰) (به انگلیسی: USS Richmond (1860)) یک کشتی بود که طول آن ۲۲۵ فوت (۶۹ متر) بود. این کشتی در سال ۱۸۶۰ ساخته شد.